# صوفيا أراغون
صوفيا مونتسيرات أراغون توريس (بالإسبانية: Sofía Aragón)‏ (من مواليد 13 فبراير 1994) مؤلفة وحاملة لقب مسابقة ملكة جمال مكسيكية التي توج بمسابفة مكسيكانا يونيفرسال 2019. مثلت بلدها المكسيك في مسابقة ملكة جمال الكون 2019، نشرت صوفيا أراغون كتابها الأول في 26 يونيو 2017 ، بعنوان ديامانتي أون بروتو ، الذين يركز على تمكين المرأة وكاتب ايل كالر دي لو انفيزبل (2019).

## نشأتها
ولدت صوفيا أراغون في 3 فبراير 1994 بمدينة غوادالاخارا، عاصمة خاليسكو (المكسيك). بدأت الكتابة محليا، في سن الرابعة عشرة في مجلات مختلفة بما في ذلك النساء. كانت دراستها في مركز لوس ألتوس للمدارس، حتى المدرسة الثانوية التي درسها في كوليجو سيرفانتس كوستاريكا، وهي مدرسة ماريست الثانوية الشهيرة في مدينة غوادالاخارا. في وقت لاحق درست الفلسفة والرسائل في معهد الفلسفة، في غوادالاخارا. ثم درست مكياج الأفلام في مدينة لوس أنجلوس، في سينما مكياج شو.

## المشاركة في المسابقات
دخلت أراغون المسابقة بعد منافستها لتصبح ممثلة من خاليسكو في مسابقة ملكة جمال منظمة المكسيك في عام 2017. حازت ليزلي دياز على التاج وفازت صوفيا بالمركز الثاني.
وبعد عام، تنافست على لقب ميكسيكانا يونيفرسال خاليسكو، بهدف تمثيل حالتها في ميكسيكانا يونيفرسال 2019. لم يتم اختيارها في النهاية وأصبحت دوروثي ساذرلاند ممثلة بدلاً من ذلك. بعد أن خرقت ساذرلاند عقدها لعدم ظهورها في الأحداث المطلوبة، تم التخلص منها وتم اختيار أراغون لتحل محلها في المكسيك ميكسيكانا يونيفرسال جاليسكو 2018.
بعد أيام من تعيينها، شاركت أراغون في مسابقة ميكسيكانا يونيفرسال 2019 في مدينة مكسيكو. تم اختيارها كواحدة من أفضل 20 متسابقًا بعد الجولة الأولى في 16 يونيو، ودخلت العشرة الأوائل قبل النهائي الذي تم في 23 يونيو، تم تتويج صوفيا أراغون ملجة جمال ميكسيكانا يونيفرسال من قبل حاملة اللقب السابقة أندريا توسكانو ، أفضل صدارة المركز الثاني كلوديا لوزانو دومينغيز من نويفو ليون. سوف تمثل الآن المكسيك في مسابقة ملكة جمال الكون 2019.

## روابط خارجية
- صوفيا أراغون على إنستغرام